# 赞斯塔德
赞斯塔德（荷蘭語：Zaanstad）是荷兰北荷兰省的一个市镇，人口约14万（2007年）。主要的镇为赞丹（Zaandam）。

## 友好城市
- 法國 布洛涅-比扬古